# 1982년 한국시리즈
1982년 한국시리즈는 1982년 출범 원년이었던 한국프로야구의 초대 우승팀을 가린 시리즈로 10월 5일부터 10월 12일까지 6차전을 치러서, OB 베어스가 삼성 라이온즈를 4승 1무 1패로 누르고 초대 우승을 차지했다. 한국시리즈 MVP는 6차전에서 쐐기 만루 홈런을 친 OB의 김유동이 차지했다.

## 프로야구 출범 첫 시즌
| 순위 | 구단 | 승 | 패 | 승률  |
| ---- | ---- | -- | -- | ----- |
| 1위  | OB   | 29 | 11 | 0.752 |
| 2위  | 삼성 | 26 | 14 | 0.650 |
| 3위  | MBC  | 22 | 18 | 0.550 |
| 4위  | 해태 | 20 | 20 | 0.500 |
| 5위  | 롯데 | 13 | 27 | 0.325 |
| 6위  | 삼미 | 10 | 30 | 0.250 |

| 순위 | 구단 | 승 | 패 | 승률  |
| ---- | ---- | -- | -- | ----- |
| 1위  | 삼성 | 28 | 12 | 0.700 |
| 2위  | OB   | 27 | 13 | 0.675 |
| 3위  | MBC  | 24 | 16 | 0.600 |
| 4위  | 해태 | 18 | 22 | 0.450 |
| 4위  | 롯데 | 18 | 22 | 0.450 |
| 6위  | 삼미 | 5  | 35 | 0.125 |

1982년 3월 27일에 KBO 리그가 출범했다. 당시 전기리그와 후기리그로 나누어서 각 리그의 우승 팀끼리 한국시리즈를 치렀다. 전기리그는 OB 베어스가 29승 11패로 2위 삼성 라이온즈를 3경기차(26승 14패)로 따돌리고 1위를 차지했으며, 후기리그는 반대로 삼성 라이온즈가 28승 12패로 OB 베어스를 1경기차(27승 13패)로 누르고 1위를 차지했다. 그 결과 한국시리즈는 OB와 삼성의 대결로 열리게 되었다.

## 경기 결과

### 1차전
10월 5일 - 대전한화생명이글스파크
| 팀                                                           | 1 | 2 | 3 | 4 | 5 | 6 | 7 | 8 | 9 | 10 | 11 | 12 | 13 | 14 | 15 | R | H  | E |
| 삼성 라이온즈                                                | 0 | 0 | 0 | 0 | 0 | 2 | 0 | 0 | 1 | 0  | 0  | 0  | 0  | 0  | 0  | 3 | 3  | - |
| OB 베어스                                                    | 2 | 0 | 0 | 0 | 1 | 0 | 0 | 0 | 0 | 0  | 0  | 0  | 0  | 0  | 0  | 3 | 13 | - |
| 승리 투수: 없음 패전 투수: 없음 홈런: 삼성 – 함학수(6회 2점) |   |   |   |   |   |   |   |   |   |    |    |    |    |    |    |   |    |   |

- 한국시리즈 최초 무승부 경기; 15이닝 무승부
- 삼성 함학수 한국시리즈 최초의 홈런 기록

1차전 선발 투수로 삼성은 권영호가, OB는 강철원이 각각 등판하였다.
OB는 1회말 윤동균이 중견수 앞 안타를 치며 나간 상황에서 신경식의 좌익수를 넘어가는 적시 2루타와 김유동의 중견수 앞 적시타로 먼저 2점을 얻으며 앞서 나갔다. 5회말에도 윤동균이 2루타를 치고 나간 상황에서 김우열이 우익수 앞 적시타로 3-0으로 달아났다.
이어진 6회초에서 삼성은 오대석과 이만수가 연속 볼넷으로 나간 후 맞이한 1사 상황에서 함학수가 OB 선발 강철원의 낮은 직구를 걷어 올려 왼쪽 담장을 넘기는 2점 홈런을 터뜨렸다. 9회초 2사 상황에서 삼성은 배대웅이 중견수 키를 넘기는 적시 2루타를 기록하며 3-3 동점이 되었다.
이후 양팀은 투수전으로 팽팽히 맞섰다. 특히 OB의 선우대영은 예상을 깨고 6이닝 동안 무실점으로 호투하였다. 그렇게 양 팀은 15회말까지 4시간 35분 동안 승부를 가리지 못하였다.

### 2차전
10월 6일 - 대구시민운동장 야구장
| 팀                                                 | 1 | 2 | 3 | 4 | 5 | 6 | 7 | 8 | 9 | R | H | E |
| OB 베어스                                          | 0 | 0 | 0 | 0 | 0 | 0 | 0 | 0 | 0 | 0 | 5 | - |
| 삼성 라이온즈                                      | 0 | 6 | 0 | 2 | 0 | 0 | 0 | 1 | X | 9 | 9 | - |
| 승리 투수: 이선희 패전 투수: 계형철 세이브: 성낙수 |   |   |   |   |   |   |   |   |   |   |   |   |

- 삼성 한국시리즈 최초의 승리
- 삼성 한국시리즈 최초의 타자 일순: 2회
- 삼성 이선희 한국시리즈 최초의 승리 투수
- 삼성 성낙수 한국시리즈 최초의 세이브 기록

2차전 선발 투수로 삼성은 이선희가, OB는 계형철이 각각 등판하였다.
2회말부터 삼성은 OB 수비진이 흔들리는 틈을 놓치지 않았다. 삼성은 함학수의 중견수 앞 안타, 볼넷, 허규옥이 스리 번트를 시도하여 만든 야수 선택 등으로 만든 무사 만루 상황에서 김한근이 2타점 적시타를 터뜨렸고, OB 계형철의 폭투와 내야 실책 등으로 2점을 더 보탰다. OB는 박상열로 투수를 교체하였지만 삼성은 다시 2점을 더 보태며 6-0으로 달아났다.
4회말에도 삼성은 배대웅의 불규칙 바운드로 만든 3루타 등으로 다시 2점을 보탰고, 8회에 1점을 더 보태며 승기를 잡았다.
삼성 이선희는 5 ⅔이닝 동안 3안타 무실점으로 호투하였고 6회부터 구원 등판한 성낙수가 3 ⅓이닝 동안 2안타 무실점으로 호투하며 삼성이 역대 한국시리즈에서 처음으로 승리를 기록하는 데 기여하였다.
한편 이 날 경기에서는 삼성의 1회말 공격에서 허규옥의 내야 땅볼을 OB 유지훤이 더블 플레이로 만들었다는 OB의 주장이 받아들여지지 않았고, OB가 초반부터 대량 실점하게 되자 경기를 포기한 OB 선수들이 대부분 삼성 투수의 초구를 때리기도 하였다.

### 3차전
10월 8일 - 동대문야구장
| 팀                                                                                | 1 | 2 | 3 | 4 | 5 | 6 | 7 | 8 | 9 | R | H  | E |
| 삼성 라이온즈                                                                     | 0 | 0 | 0 | 1 | 0 | 0 | 0 | 2 | 0 | 3 | 8  | - |
| OB 베어스                                                                         | 0 | 0 | 1 | 0 | 2 | 1 | 1 | 0 | X | 5 | 11 | - |
| 승리 투수: 선우대영 패전 투수: 권영호 세이브: 박철순 홈런: 삼성 – 정현발(8회 2점) |   |   |   |   |   |   |   |   |   |   |    |   |

### 4차전
10월 9일 - 동대문야구장
| 팀 | 1 | 2 | 3 | 4 | 5 | 6 | 7 | 8 | 9 | R | H | E |
| OB 베어스 | 0 | 0 | 0 | 1 | 1 | 0 | 5 | 0 | 0 | 7 | - | - |
| 삼성 라이온즈 | 0 | 0 | 2 | 2 | 0 | 0 | 2 | 0 | 0 | 6 | - | - |
| 승리 투수: 황태환 패전 투수: 황규봉 세이브: 박철순 홈런: OB – 김우열(4회 1점), 정종현(5회 1점) 삼성 – 장태수(3회 2점) |   |   |   |   |   |   |   |   |   |   |   |   |

### 5차전
10월 10일 - 동대문야구장
| 팀 | 1 | 2 | 3 | 4 | 5 | 6 | 7 | 8 | 9 | R | H | E |
| 삼성 라이온즈 | 0 | 0 | 0 | 0 | 2 | 0 | 2 | 0 | 0 | 4 | - | - |
| OB 베어스 | 3 | 0 | 1 | 0 | 0 | 0 | 0 | 0 | 1 | 5 | - | - |
| 승리 투수: 황태환 패전 투수: 이선희 홈런: 삼성 – 오대석(5회 2점), 박찬(7회 2점) OB – 김유동(1회 2점), 김우열(3회 1점) |   |   |   |   |   |   |   |   |   |   |   |   |

### 6차전
10월 12일 - 동대문야구장
| 팀                                                                      | 1 | 2 | 3 | 4 | 5 | 6 | 7 | 8 | 9 | R | H | E |
| OB 베어스                                                               | 0 | 1 | 1 | 0 | 1 | 0 | 0 | 0 | 5 | 8 | - | - |
| 삼성 라이온즈                                                           | 2 | 0 | 1 | 0 | 0 | 0 | 0 | 0 | 0 | 3 | - | - |
| 승리 투수: 박철순 패전 투수: 이선희 홈런: OB – 김유동(2회 1점, 9회 4점) |   |   |   |   |   |   |   |   |   |   |   |   |

- OB 김유동, 한국시리즈 1호 만루홈런 - 9회

## 방송 중계

### TV
| 방송 채널 | 캐스터(한국시리즈 차전)     | 해설위원 | 비고 |
| --------- | --------------------------- | -------- | ---- |
| KBS 1TV   | 불명(5)                     | 하일성   |      |
| KBS 2TV   | 이장우(1), 이세진(3)        | 하일성   |      |
| MBC TV    | 불명(2), 김용(4), 임주완(6) | 허구연   |      |

### 라디오
KBS 제1라디오와 MBC AM 전국공통 주파수에 맞춰 TV를 통해 수중계하였다.

## 참고 사항
- 평일과 토요일 야간 경기를 치렀으며, 일요일은 낮 경기를 치렀다.